# پل آبراهامز
پل آبراهامز (انگلیسی: Paul Abrahams؛ زادهٔ ۳۱ اکتبر ۱۹۷۳) یک بازیکن فوتبال اهل انگلستان است.